# Václav Voska
Václav Voska (* 21. Oktober 1918 in Prag; † 20. August 1982 ebenda) war ein tschechoslowakischer Schauspieler und Synchronsprecher.

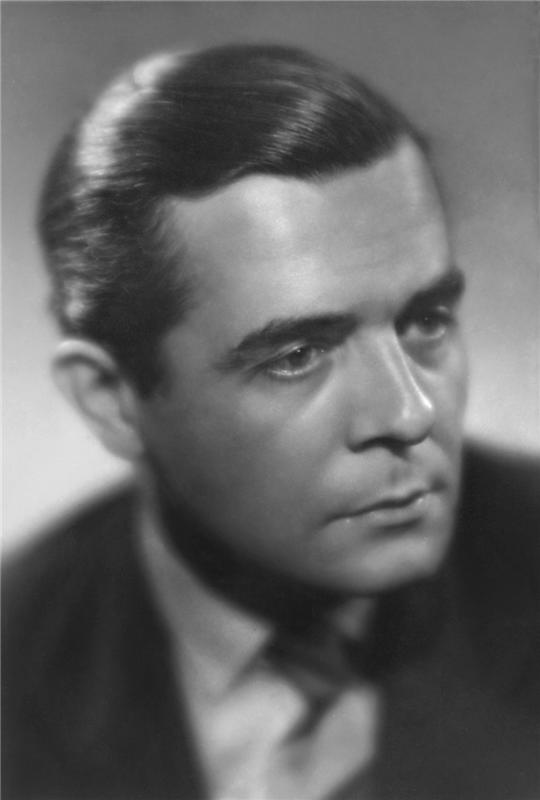
Václav Voska

## Leben und Wirken
Václav Voska wuchs in Prag auf und absolvierte dort nach seinem Schulabschluss eine professionelle Schauspielausbildung. Sein Bühnendebüt als Darsteller am Theater gab er im Jahr 1940.
Seine schauspielerische Karriere wurde zunächst durch seine Einberufung zum Armeedienst aufgrund des Zweiten Weltkrieges unterbrochen, wo er bis zum Frühjahr 1945 als Soldat an der Ostfront diente.
Nach Kriegsende war Voska zunächst an verschiedenen Theatern tätig und trat in zahlreichen Theaterstücken wie beispielsweise von William Shakespeare, Molière oder Friedrich Dürrenmatt auf. Von 1940 bis 1982 wirkte er als Schauspieler vor der Kamera in mehr als 110 Film- und Fernsehproduktionen mit, was ihn bis dato zu einem der produktivsten tschechischen Schauspieler machte. Seine letzte Rolle spielte er in dem DEFA-Film Der Mann von der Cap Arcona. Er war auch als Synchronsprecher für Animationsfilme und Zeichentrickfilme aktiv.
Václav Voska war von 1946 bis zu seinem Tod mit der Schauspielerin Eva Kavanová (1916–1990) verheiratet. Aus der Ehe gingen zwei Töchter hervor, die Schauspielerinnen Eva Vosková (* 1950) und Markéta Vosková (* 1955). Er starb am 20. August 1982 im Alter von 63 Jahren in Prag, wo er auch beigesetzt wurde.

## Filmografie (Auswahl)
- 1964: Sprung ins Dunkel (Skok do tmy)
- 1965: Das Haus in der Karpfengasse
- 1967: Mord auf heimische Art (Vražda po česku)
- 1967: Mord in Frankfurt
- 1973: Der wilde Planet (La planète sauvage) (Zeichentrickfilm, Stimme)
- 1978: Die Schöne und das Ungeheuer (Panna a netvor)
- 1980: Die Kriminalfälle des Majors Zeman (30 případů majora Zemana, Fernsehserie, 1 Folge)
- 1982: Der Mann von der Cap Arcona